# Checkpoint in het theater

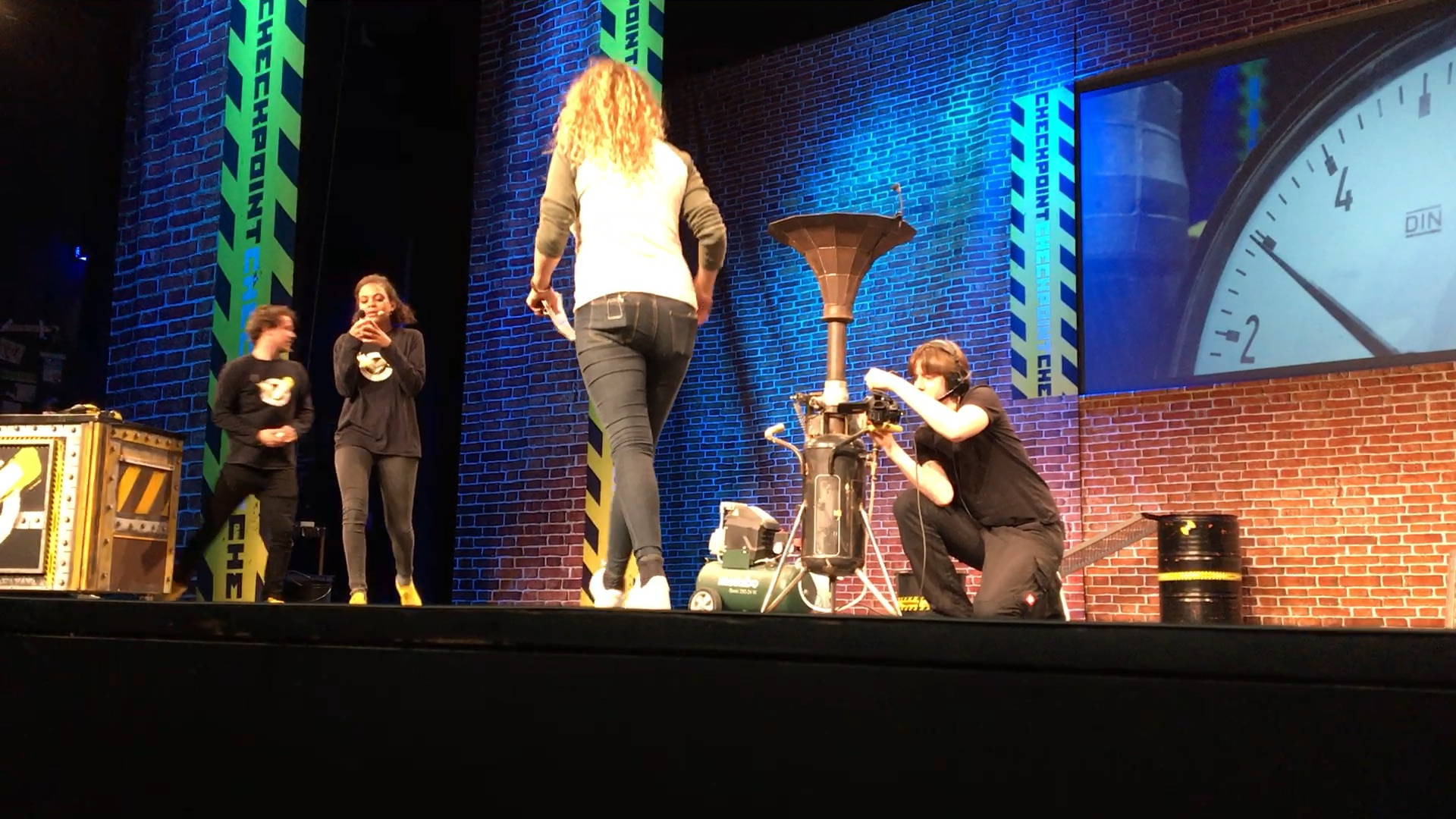
Checkpoint in theater Haarlem in 2018

Checkpoint in het theater, ook wel bekend als Checkpoint Theater of Checkpoint (8+) is een Nederlandse theatervoorstelling die is voortgevloeid uit het gelijknamige populaire kinderprogramma op NPO Zapp. In deze interactieve voorstelling voert presentatrice Rachel Rosier samen met twee testteamleden experimenten uit waar het publiek aan kan deelnemen. De voorstelling wordt geproduceerd door Trend Media en kent twee versies. De eerste versie liep tussen 2016 en 2018, een vernieuwde tweede versie loopt sinds 2019.

## Verloop

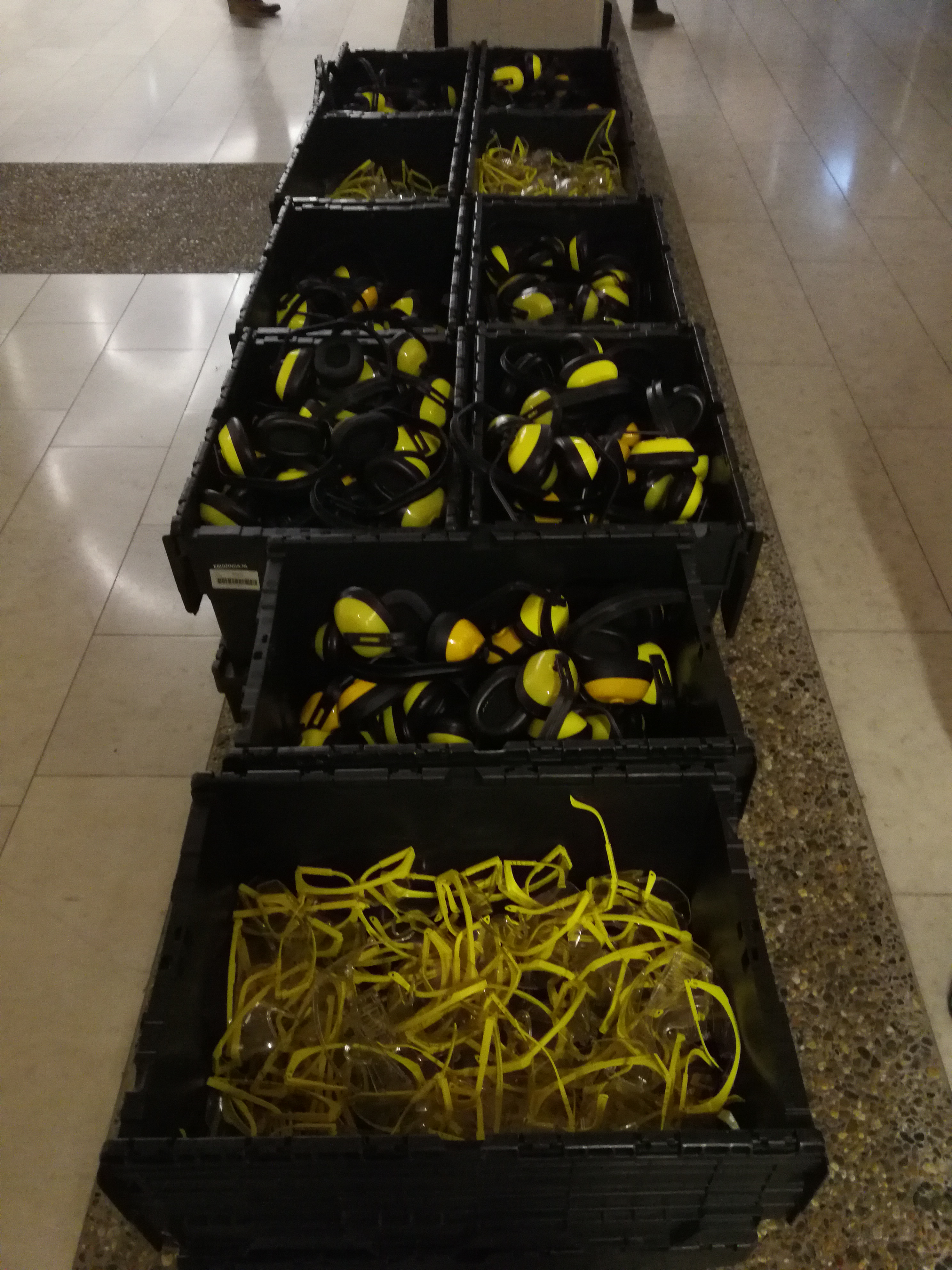
Kisten met gehoorbeschermers en veiligheidsbrillen voor aanvang van een voorstelling in theater Nijmegen in 2018

Het uitgangspunt van deze theatervoorstelling is dat het publiek met elkaar het testteam van Checkpoint vormt. De voorstelling bestaat uit een serie grootschalige experimenten die ter plekke op het podium werden opgebouwd en uitgevoerd. Zo komen er veel bekende klassiekers uit het tv-programma naar voren. In de eerste versie waren dit onder meer het vortexkanon, de twee in elkaar gevouwen telefoonboeken en het lopen op maïzena. In de huidige tweede versie zijn dit onder andere de frietschieter, de vuurwerkballon, de drone killer, de cola fontein, geblinddoekt hondendrollen opruimen en Spider-Man. De rode draad van de theatervoorstelling is een jongens/meidentest die in verschillende onderdelen door de opvoering is gesplitst.
Als testteamleden kunnen de toeschouwers de experimenten helpen uitvoeren. Zo worden er vaak mensen uit het publiek gehaald om aan proeven deel te nemen. Onder de experimenten die uitgevoerd worden, zijn er ook een aantal met een explosief karakter. Om die reden worden er voor aanvang van de voorstelling veiligheidsbrillen en gehoorbeschermers uitgedeeld aan het publiek. Op het moment dat er een explosie aanstaande is, wordt het publiek van tevoren gewaarschuwd door middel van een sirene, zodat er genoeg tijd is om ogen en oren te beschermen.